# Lideratge educatiu
El lideratge educatiu fa referència a la presa de decisions i responsabilitats en l'àmbit escolar i/o institucional. Els líders educatius són persones amb capacitats específiques (autonomia, comunicació, respecte, cultura, innovació), entre d'altres, que tenen un paper essencial en la creació d'unes condicions per triomfar als nivells d'educació i de sistema educatiu. Aquests, orienten a la comunitat educativa; com estudiants, docents, pares, i en general, persones que gestionen processos educatius amb la finalitat de millorar la qualitat, el clima i la cultura educativa pel creixement personal. A més, són fonamentals per establir relacions entre els diferents nivells educatius i formatius: família, societat, món laboral, etc. L'objectiu principal del lideratge educatiu consisteix a formar persones en diferents àrees, no només per aconseguir un objectiu en concret, sinó per adquirir coneixements; necessaris per assolir metes.
Els estils que enfoca el lideratge educatiu, mostren que poden ser una mesura efectiva per formar persones.
Molts centres educatius s'han preocupat per incorporar i adaptar formes de lideratge que permetin als alumnes transformar-se en millors persones, amb més possibilitats d'aconseguir metes i sobretot, assolir objectius el dia de demà.

## Tipus de lideratges

### Institucional o pedagògic
El lideratge pedagògic educatiu és aquell que promou un suport i una qualitat d'estudis a través de la motivació del nen per aprendre. Es coneix com a lideratge educatiu aquell que duen a terme els professionals de l'educació, és a dir, els mestres, el director, els pedagogs i tot aquell que estigui destinat a treballar en un centre educatiu. Aquest lideratge té com a propòsit establir uns objectius educatius, planificar un currículum, avaluar els docents i la seva ensenyança.
Durant l'última dècada, hi ha hagut un gran interès per la importància de lideratge en l'àmbit de l'aprenentatge. I amb l'evolució dels estudis la societat ha fet un gir per passar del pensament que en el segle XX es tenia en vers a què aprendre era memoritzar tot allò que els professors explicaven, per així aprovar els parcials, a entendre que l'aprenentatge no és memoritzar sinó entendre allò que ens expliquen. Aquest canvi es dona gràcies als estudis dels pedagogs i a l'enteniment del fet que cada nen té un ritme d'aprenentatge diferent.
El líder pedagog és aquell que treballa el dia a dia i que és creatiu e innovador per poder donar un mateix temari de diverses maneres per tal de fer l'enteniment més assertiu en vers al tipus d'alumnat que té.

### Transformacional
El lideratge transformacional és aquell que té com a objectiu principal exercir influència sobre la comunitat educativa, per beneficiar a tantes persones com sigui possible. Aquest tipus de lideratge motiva, inspira i transmet una visió d'escola positiva, posant accent al treball i la cohesió en equip. Les transformacions són necessàries per evolucionar, per aquesta raó, veu la innovació com a element clau i vol sortir de tot el que és tradicional.
Degut a això, els canvis en aquest tipus de lideratge són poc visibles a curt termini. Hi ha estudis dedicats a la investigació en aquest tipus de lideratge pero pocs han identificat el seu l'impacte als resultats dels estudiants, ja que, de moment, la influència és petita i indirecta en aquests.
Segons Leithwood, "el lideratge transformacional s'orienta al desenvolupament de capacitats i a un gran més alt de compromís personal amb les metes establertes pels líders. Hi ha una capacitat més alta, que juntament amb el compromís es tradueixen en un esfroç addicional i en una productivitat major".

### Moral
El lideratge moral és aquell que fa servir un sistema de valors per assolir uns objectius d'ètica en la societat a través de l'educació. Dins del lideratge moral també trobem l'ensenyança de la intel·ligència emocional. la intel·ligència emocional és aquella que ensenya als nens a controlar les seves emocions i canalitzar-les.
Les funcions principals d'un líder moral són complir amb els objectius educatius del grup, fer una cohesió d'aquest i ajudar a cada nen a desenvolupar les seves capacitats.
La funció dins la societat que té aquest tipus de lideratge és conscienciar als nens que és el que està socialment bé i el que està malament per així a mesura que vagin creixent seran persones amb una moralitat social acceptada, com també que siguin persones amb una capacitat de resolució de conflictes tant interns com externs.

### Autòcrata
El líder autòcrata és aquell que és únic responsable de les accions, decisions, de motivar, dirigir i controlar un grup. Tot se centralitza en el líder, bàsicament perquè és qui s'encarrega de tot el que passa pel grup.
Aquest tipus de líder considera que ell és la única persona competent davant del grup i que és l'únic que pot i ha de prendre decisions, importants o no.
La resposta del grup és l'obediència i la conformitat amb les decisions del líder autocràtic. Constantment, el grup se sent infravalorat a causa que els coneixements i habilitats d'aquests no es tenen en compte.
El líder autòcrata mana i espera obediència, i, a més, com que no té en compte el grup, provoca una antipatia constant davant d'aquest.

### Democràtic o participatiu
El líder democràtic o participatiu és aquell que no s'apodera del dret de prendre decisions finals davant del grup. És aquell que no imposa una decisió, sinó que intenta orientar el grup tenint en compte les idees, opinons, sentiments i emocions del grup, ja que aquestes els incumbeixen i els afecten a tots.
Aquest tipus de líder, és aquell que escolta, empatitza, orienta i motiva al grup, sempre analitzant les seves idees, i, a més, accepta les seves aportacions sempre que sigui possible.
Quan sorgeix un problema, el líder democràtic o participatiu ofereix al grup diverses solucions, entre les quals el grup pacta quina escull en benefici de tothom. D'aquesta manera, el líder estimula, d'alguna manera, l'esperit crític i l'autoreflexió del grup.

### Liberal
El líder liberal és aquell que habilita al grup l'autoritat i l'autonomia de prendre les decisions. El que aquest líder espera del grup és que degut a les seves responsabilitats, trobin la manera de tenir motivació, control i autonomia per poder-les dur a terme,
Aquesta llibertat personal que el líder liberal dona al grup a primera vista, es reflecteix com una falta de lideratge, ja que ningú es fa càrrec del grup realment, ni ningú orienta ni dona una guia al grup.
Aquests tipus de líders són suaus, poc competents a mode de conduir un grup i desorganitzats. Permeten que el grup faci el que creu necessari per realitzar les tasques adients i deixen fer pràcticament el que el grup vol.

## Lideratge/Direcció
Els termes de lideratge i direcció sovint es confonen però, encara que van relacionats entre sí, no són el mateix.
Amb el lideratge no trobem una figura poc controladora, sinó que trobem més aviat una figura que motiva als altres i que no se sent més important que els altres, de manera que el tracte amb aquesta figura és de proximitat i d'una sensació d'iguals. És aquella persona que ensenya i presta atenció al seu equip i que no obliga, sinó que anima a fer coses. El líder vindria a ser una persona que promou la iniciativa i si avalua, ho fa d'una manera global i general. Un líder, també té l'esperit d'ensenyar i d'aportar consells als seus companys.
La direcció és doncs, de manera contrària al lideratge, una manera d'estar per sobre del personal i un constant de donar ordres per posteriorment, executar-les. Un director necessita una planificació prèvia del que farà i com ho farà, com també executa una valoració del personal de manera individual i no té aquest sentiment de necessitar motivar al personal, és a dir, no és afectiu amb els seus treballadors, es preocupa més del resultat final que del procés previ.

## Xarxa de Polítiques Europees sobre el Lideratge Educatiu
La Xarxa de Polítiques Europees sobre el Lideratge Educatiu, també anomenat com EPNoSL, és un sistema per millorar el lideratge educatiu d'es d'una visió política. Doncs, està reconegut que el lideratge en l'educació és la clau de l'èxit, ja que a través del lideratge s'estableix una motivació pels nens a estudiar i en conseqüència, a tenir millors resultats, tal com millorar les capacitats dels professors i el clima a l'aula.
L'EPNoSL va ser creada al 12 de gener del 2014 i es va acabar de consolidar el 25 de juliol del 2015. Aquesta política es duu a terme en 17 països diferents: Àustria, Bèlgica, Dinamarca, Estònia, Finlàndia, Alamània, Grècia, Hongria, Itàlia, Letònia, Lituània, Malta, Portugal, Eslovènia, Espanya, Suècia i Gran Bretanya.
En aquesta política conjunta s'acorden els tipus de metodologies per dur a terme a classe, com també la forma de tractar als nens, que no sigui una forma autoritària sinó una incitació a voler estudiar i tractar d'aconseguir la motivació de tot l'alumnat perquè aquest obtingui millors resultats. A més es parla d'aconseguir una plena educació en cultura tant del mateix país com de països exteriors.
La finalitat d'aquest tractat és tenir una recopilació pels professors com a eina d'informació i de treball de mètodes de com portar el grup i de quins són els acords establerts per l'EPNoSL.

## Impacte en l'aprenentatge
El lideratge educatiu ha fet que hi hagi un canvi en la manera d'educar a les persones. Ha aconseguit que es passi d'una educació on la figura del professor era autoritària a què sigui la imatge d'una "persona guia" que és capaç de posicionar-se en el lloc de l'alumne i que realitza les classes amb un tracte d'iguals.

### Reptes als centres educatius
El principal repte del lideratge educatiu és canviar la perspectiva de l'ensenyament i dels professors i crear nous docents que el que busquin sigui una proximitat i una col·laboració amb els alumnes i no una posició de superiors envers els alumnes.
Que la comunicació entre el professor i l'alumne sigui d'una manera propera, que no hi hagi una autoritat d'impartir classes sense buscar dubtes entre els nens ni opinions, sinó d'intentar que hi hagi un clima de feedback lliure per enriquir els coneixements dels nens.
Un altre dels reptes que es planteja, és que hi hagi un planning més individualitzat dels alumnes on el professor presti atenció a les dificultats que tenen els seus alumnes i intentar de dinamitzar les classes portant metodologies noves perquè hi hagi un enriquiment del màxim d'alumnes.
Els professors han de ser competents, i ser capaços de treballar tant en grups com de forma individual. També han de ser crítics amb ells mateixos i intentar millorar les seves explicacions i els seus mètodes d'ensenyament.
Busquen un enriquiment tant dels estudiants com dels professors i un canvi en la manera d'ensenyar.

### Competències del líder educatiu
Un líder educatiu ha de:
- Tenir perspectiva. Per poder-se adaptar als canvis socials del moment i en si adaptar-ne l'educació

- Gestionar RRHH. Per tal de poder fer un bon equip amb els seus companys i treure'n el millor rendiment.
- Fomentar la implicació de famílies i institucions. El líder educatiu ha de fomentar la involucració de les famílies tant en l'educació dels seus fills com en les activitats del centre, fent-los partícips de tot el que sigui possible.
- Avaluar. Realitzar avaluacions periòdiques per tal de comprovar que el funcionament dels alumnes i d'ell mateix (del líder educatiu) sigui el correcte.
- Pensament positiu. S'ha de ser capaç de trobar sempre la part positiva i les solucions en els moments més difícils.
- Ser perseverant. Entendre que les estratègies i les metodologies necessiten un transcurs de temps per donar resultats.
- Preveure. Encara que tot necessita un temps per donar resultats també ha de ser capaç de preveure si les dinàmiques en qüestió són les correctes per poder millorar-les i canviar-les.
- Comunicar objectius de forma adequada. Quan s'explica la informació que es vol ensenyar, s'ha de ser clar, concís i directe. Si s'expliquen coses que no tenen a veure amb el que volem ensenyar pot causar confusió i si l'explicació és massa extensa, el nivell d'atenció dels alumnes disminueix.
- Fomentar la millora contínua.

## Beneficis del lideratge educatiu
Si hi ha una cosa que convé a tothom és ser líder. Els variats estils de lideratge demostren que són una mesura efectiva per a formar persones i conduir-les a fer grans avenços en diferents àmbits. Hi ha un repertori ampli de beneficis que té ser un líder en l'àmbit educatiu, els més importants són:
- No deixa de banda els valors: valors importants com la solidaritat, el respecte, la responsabilitat, per exemple. Arreu del món hi ha líders que no tenen el concepte entès de què és la moral, ni tampoc els valors bàsics de la vida. Això és una de les raons que porta a aquests tipus de líders al caos, ja sigui per la insatisfacció dels alumnes, pel mal ambient a les classes, etc. Aquests són clars exemples que ens demostren que un bon líder educatiu ha de tenir els valors i conceptes de la professió, i no tan sols de la seva professió, sinó de la vida en general, molt clars.
- Ajuda a afrontar canvis: el món canvia dia a dia, però això és un fet que no tothom vol entendre. És per aquesta raó que el lideratge educatiu, prepara a qui pot estar o està a una institució educativa, per poder adaptar-se a aquesta. Aquest fet augmenta la probabilitat d'èxit en un futur.
- Fa prendre consciència de propòsits justos: un bon líder sap en tot moment que ha de fer per aconseguir que l'ambient de treball on és sigui el més just possible. Es pot enfocar de diferents formes, una d'aquestes seria des de problemes socials, o bé, amb millores que pretenguin donar un benefici als altres.

- Demostra la importància del treball en equip: aquest punt és de gran importància. Hem d'aprendre a col·laborar amb els altres, amb el valor afegit de voler aconseguir un mateix objectiu. És un element que hem de posar en pràctica, deixant de banda interessos propis.

Des de l'àmbit educatiu, aquests són 4 punts fonamentals que un líder ha de tenir ben interioritzats per portar als alumnes a l'èxit.